# Botolphs
Botolphs är en by i civil parish Bramber, i distriktet Horsham, i grevskapet West Sussex i England. Byn är belägen 8 km från Worthing. Botolphs var en civil parish fram till 1933 när blev den en del av Bramber. Civil parish hade 64 invånare år 1931.